# Mary O’Sullivan
Mary O’Sullivan (* 1968 in Dublin) ist eine irische Wirtschaftshistorikerin.

## Karriere
O’Sullivan studierte Betriebswirtschaftslehre an der Harvard University und an der University College Dublin. Nach dem Studium untersuchte sie im Rahmen einer Studie und für die US-Unternehmensberatung McKinsey, wie Supermarktketten ihre Gewinne investieren. Als Ergebnis fand sie heraus, dass die untersuchten Unternehmen die Profitmaximierung über alles stellen. Diese Erkenntnis veranlasste sie dazu, in Harvard die Doktorprüfung in Ökonomie abzulegen. Von 1996 bis 2004 unterrichtete sie als außerordentliche Professorin für Strategie an der privaten Pariser Top-Businesshochschule Insead angehende Kaderleute. Anschließend unterrichtete sie von 2005 bis 2010 als außerordentliche Professorin für Management an der Wharton School of Business.
Doch O’Sullivan reichte es nicht zu wissen, wie Geschäfte gemacht wurden, deshalb beschloss sie, sich auf das Sujet Profit, inklusive betrieblichem Downsizing, zu konzentrieren und die Verflechtungen zwischen Geschäftswelt und politischer Ökonomie zu studieren. Zu diesem Zweck holte sie die Lektüre von Klassikern wie Karl Marx, Joseph Schumpeter, John Maynard Keynes nach und wurde Historikerin. O’Sullivans Anliegen ist es, neben den Sonnen- auch die Schattenseiten des Kapitalismus ins Blickfeld zu rücken und ihren Studierenden zu vermitteln.
Seit August 2010 ist O’Sullivan Professorin für Wirtschaftsgeschichte an der Universität Genf, Schwerpunkt Industrialisierung, Unternehmens- und Finanzgeschichte. Ihr jüngstes Buch ist 2016 erschienen und untersucht die Wertpapiermärkte in der Geschichte des  US-Kapitalismus in der Zeit von 1866 bis 1922. Derzeit (Stand 2019) arbeitet O’Sullivan an einer Geschichte des Profits.

## Wirken
O’Sullivan sieht sich mit ihrer Forschung in Abgrenzung zu beispielsweise dem französischen Wirtschaftswissenschaftler Thomas Piketty, dessen Buch „Das Kapital im 21. Jahrhundert“ 2014 weltweit, besonders in den USA, für sehr große Aufmerksamkeit sorgte, und konstatiert: «Er kann den Trend der Ungleichheit nicht erklären – weil er die Profitfrage ausblendet.»

## Privatleben
O’Sullivans Eltern führten in Dublin ein Lebensmittelgeschäft, in dem O’Sullivan als Teenager an der Kasse aushalf.

## Publikationen
- 2018: The intelligent woman’s guide to capitalism, in: Enterprise & Society, Cambridge University Press[1]
- 2016: Dividends of development. Securities Markets in the History of U.S. Capitalism, 1866–1922, Oxford University Press
- 2015: Yankee Doodle went to London. Anglo-American breweries and the London securities market, 1888–92, in: The economic history review, Economic history society
- 2014: A fine failure. Relationship lending, Moses Taylor, and the Joliet Iron & Steel Company, 1869–1888
- 2010: Finance capital in Chandlerian capitalism
- 2009: The political economy of global finance capital (in Zusammenarbeit mit Richard Deeg), in: World Politics, Cambridge University Press
- 2007: Acting out institutional change. Understanding the recent transformation of the French financial system
- 2007: The expansion of the U.S. stock market, 1885–1930. Historical facts and theoretical fashions
- 2003: The political economy of comparative corporate governance
- 2001: Contests for corporate control. Corporate governance and economic performance in the United States and Germany, Oxford